# Многокомпонентные растворители
Мно́гокомпоне́нтные раствори́тели (номерны́е раствори́тели) — растворители, в состав которых входят два или более компонента, именно такое сочетание веществ обуславливает бо́льшие функциональные возможности этого раствора и его потребительские свойства.

## Растворители
| Название              | Компоненты                                                                                        |
| --------------------- | ------------------------------------------------------------------------------------------------- |
| Растворитель 645      | толуол 50 %, бутилацетат 18 %, этилацетат 12 %, бутанол 10 %, этанол 10 %                         |
| Растворитель 646      | толуол 50 %, этанол 15 %, бутанол 10 %, бутил или амилацетат 10 %, этилцеллозольв 8 %, ацетон 7 % |
| Растворитель 647      | бутил- или амилацетат 29,8 %, этилацетат 21,2 %, бутанол 7,7 %, толуол или пиробензол 41,3 %      |
| Растворитель 648      | бутилацетат 50 %, этанол 10 %, бутанол 20 %, толуол 20 %                                          |
| Растворитель 649      | этилцеллозольв 30 %, бутанол 20 %, ксилол 50 %                                                    |
| Растворитель 650      | этилцеллозольв 20 %, бутанол 30 %, ксилол 50 %                                                    |
| Растворитель 651      | уайт-спирит 90 %, бутанол 10 %                                                                    |
| Растворитель КР-36    | бутилацетат 20 %, бутанол 80 %                                                                    |
| Растворитель Р-4      | толуол 62 %, ацетон 26 %, бутилацетат 12 %.                                                       |
| Растворитель Р-10     | ксилол 85 %, ацетон 15 %.                                                                         |
| Растворитель Р-12     | толуол 60 %, бутилацетат 30 %, ксилол 10 %.                                                       |
| Растворитель Р-14     | циклогексанон 50 %, толуол 50 %.                                                                  |
| Растворитель Р-24     | сольвент 50 %, ксилол 35 %, ацетон 15 %.                                                          |
| Растворитель Р-40     | толуол 50 %, этилцеллозольв 30 %, ацетон 20 %.                                                    |
| Растворитель Р-219    | толуол 34 %, циклогексанон 33 %, ацетон 33 %.                                                     |
| Растворитель Р-3160   | бутанол 60 %, этанол 40 %.                                                                        |
| Растворитель РКЧ      | ксилол 90 %, бутилацетат 10 %.                                                                    |
| Растворитель РМЛ      | этанол 64 %, этилцеллозольв 16 %, толуол 10 %, бутанол 10 %.                                      |
| Растворитель РМЛ-315  | толуол 25 %, ксилол 25 %, бутилацетат 18 %, этилцеллозольв 17 %, бутанол 15 %.                    |
| Растворитель РС-1     | толуол 60 %, бутилацетат 30 %, ксилол 10 %.                                                       |
| Растворитель РС-2     | уайт-спирит 70 %, ксилол 30 %.                                                                    |
| Растворитель РФГ      | этанол 75 %, бутанол 25 %.                                                                        |
| Растворитель РЭ-1     | ксилол 50 %, ацетон 20 %, бутанол 15 %, этанол 15 %.                                              |
| Растворитель РЭ-2     | сольвент 70 %, этанол 20 %, ацетон 10 %.                                                          |
| Растворитель РЭ-3     | сольвент 50 %, этанол 20 %, ацетон 20 %, этилцеллозольв 10 %.                                     |
| Растворитель РЭ-4     | сольвент 50 %, ацетон 30 %, этанол 20 %.                                                          |
| Растворитель ФК-1 (?) | абсолютированный спирт (99,8 %) 95 %, этилацетат 5 %                                              |

## Разбавители
| Название                                        | Состав                                                                                                 |
| ----------------------------------------------- | --- |
| Разбавитель РКБ-1                               | бутанол 50 %, ксилол 50 %                                                                              |
| Разбавитель РКБ-2                               | бутанол 95 %, ксилол 5 %                                                                               |
| Разбавитель РКБ-3                               | ксилол 90 %, бутанол 10 %                                                                              |
| Разбавитель для водоразбавленных лаков и красок | бутанол 62 %, бутилцеллозольв 38 %.                                                                    |
| Разбавитель М                                   | этанол 65 %, бутилацетат 30 %, этилацетат 5 %.                                                         |
| Разбавитель Р-7                                 | циклогексанон 50 %, этанол 50 %.                                                                       |
| Разбавитель Р-197                               | ксилол 60 %, бутилацетат 20 %, этилцеллозольв 20 %.                                                    |
| Разбавитель РДВ                                 | толуол 50 %, бутилацетат (или амилацетат) 18 %, бутанол 10 %, этанол 10 %, этилацетат 9 %, ацетон 3 %. |